# Moussa Mondo
Moussa Mondo est un homme politique de la République démocratique du Congo et membre du Parti du Peuple pour la Reconstruction et la Démocratie PPRD parti de Joseph Kabila l'ex président. Le 26 août 2019, il est nommé vice-ministre des Hydrocarbures au sein du gouvernement Ilunga sur l'ordonnance présidentiel,.

## Biographie
Moussa Mondo, il est secrétaire communal chargé de la communication pour la commune de Ngaliema à Kinshasa et responsable de département à la ligue des jeunes
.
Il est musulman et coordonnateur de l’Alliance des Kabilistes musulmans (AKAM), une structure qui est rattachée au PPRD .